# Puchar Europy Strongman Harlem 2008
Puchar Europy Strongman Harlem 2008 – indywidualne zawody europejskich siłaczy.
Data: 3 maja 2008 r.

Miejsce: Łabiszyn  Polska

WYNIKI ZAWODÓW:
| Miejsce | Zawodnik            | Kraj     | Punkty |
| ------- | ------------------- | -------- | ------ |
| 1.      | Robert Szczepański  | Polska   | 33     |
| 2.      | Žydrūnas Savickas   | Litwa    | 32     |
| 3.      | Andrzej Zieleniecki | Polska   | 18     |
| 4.      | Gabriel Kowalski    | Polska   | 17     |
| 5.      | Artur Patyk         | Polska   | 16     |
| 6.      | Gregor Stegnar      | Słowenia | 10     |